# 奧克伍德公園 (印地安納州)
奧克伍德公園（英語：Oakwood Park）是位於美國印地安納州科西阿斯科縣的一個非建制地區。該地的面積和人口皆未知。